# Laurence Modaine
Laurence Modaine, född den 28 december 1964 i Douai, Frankrike, är en fransk fäktare som tog OS-brons i damernas lagtävling i florett i samband med de olympiska fäktningstävlingarna 1984 i Los Angeles.